# 티웨이에어서비스
티웨이에어서비스(주)은 공항서비스를 제공하는 대한민국의 지상조업사로, 티웨이항공의 자회사이다.  2017년 10월 티웨이항공이 직접설립하여 그해 12월부터 서비스를 시작하였다. 티웨이항공이 취항하는 공항중 인천, 김포, 청주, 대구, 김해, 제주, 광주, 양양 에서 운영하고 있으며, 영업범위를 예약센터까지 확정해 전화를 통한 예약 업무, 여정 변경, 부가 서비스 신청 등 고객과의 접점과 관련된 업무를 12월 16일부터 서비스가 시작되었다.

## 사업 분야
- 지상직
  - 여객운송서비스
  - 기내탑재서비스
  - 케이터링서비스

- 예약센터

## 같이 보기
- 티웨이항공 - 모회사
- 제이에이에스 - 경쟁사
- 아시아나에어포트
- 에어코리아
- 이스타포트